# Primorski koščak
Primorski koščak, tudi koščenec, (znanstveno ime Austropotamobius pallipes) je ogroženi rak deseteronožec, ki živi v evropskih sladkih vodah. Je edina vrsta sladkovodnega raka, ki je domorodna na britanskih otokih .

## Razširjenost
Najdemo ga od Balkana do Španije. Severna meja njegove razširjenosti je Velika Britanija in Irska, kjer ima tudi največjo gostoto populacije. V Sloveniji živi samo v neonesnaženih vodotokih Jadranskega povodja.

## Opis
Zadržuje se pod kamni, v votlinah in pod jezovi, kjer je varen pred plenilci in močnim vodnim tokom. Aktivni so ponoči in so izraziti vsejedi. Dobro imajo razvit tip, voh in vid.

## Ogroženost
V Sloveniji je ta vrsta potočnega raka zavarovana. Ogrožajo jih regulacije vodotokov, onesnaževanje, račja kuga in vnašanje tujih vrst rakov.